# Brejning (plaats)
Brejning is een plaats in de Deense regio Zuid-Denemarken, gemeente Vejle. De plaats telt 2718 inwoners (2008).